# Sol Libsohn
Sol Libsohn (5 février 1914, New York - 21 janvier 2001, Princeton) est un photographe social américain.

## Biographie
Libsohn découvre la photographie grâce à un voisin qui lui offre un appareil Kodak Brownie. Après des études au City College of New York, embauché par la Works Progress Administration, il se met à photographier des New-yorkais confrontés aux difficultés des temps de la Grande Dépression.
Libsohn est l'un des fondateurs de la Photo League. Vers la fin de la Seconde Guerre mondiale, il rejoint la Standard Oil Company, au sein d'une équipe dirigée par Roy Stryker et composée de photographes tels Gordon Parks, Esther Bubley, Russell Lee, John Vachon, anciens membres du projet photographique de la Farm Security Administration, ainsi que de Todd Webb.
Parmi ses projets phares, on peut citer sa Trucking Story, reportage sur les routiers, et son travail sur le monde du cirque et, en particulier, sur le cirque Barnum.
Dans les années 1950, Sol Libsohn se met à son compte, travaillant, entre autres, pour le magazine Fortune.
Libsohn a enseigné la photographie à l'université de Princeton.

## Collections, expositions
- The Family fo Man, Museum of Modern Art, New York
- George Eastman House
- Galerie Howard Greenberg

## Galerie
- Quelques photos sur le site de la Eastman House